# Guarumales
Guarumales es un poblado en el Cantón Sevilla de Oro de la Provincia de Azuay, Ecuador. Allí viven los trabajadores de la represa de Paute. Se encuentra en medio de la selva amazónica.

## División administrativa
Guarumales se divide en los barrios Los Pinos, El Cóndor, Mirador, Miraflores y Las Malvinas.

## Deporte
Desde 2007 se celebra anualmente una competencia de ciclismo de montaña denominada carrera Paute-Guarumales, que une el parque Central de Paute y Guarumales. Consta de tres modalidades: individual, doble y mixta. La individual se divide en las categorías juvenil (16 a 18 años), sub-23 (19 a 22 años), élite (23 a 30 años), máster A1 (31 a 35 años), máster A2 (36 a 40 años), máster B1 (41 a 45 años), mater B2 (46 a 50 años), máster C (51 en adelante), damas y damas ejecutivas. Mientras que la doble en las categorías 32 a 60 años, 61 a 80 años, 81 a 100 años, más de 101 y mixto.